# 眉眼蝶
眉眼蝶（学名：Mycalesis francisca），又名擬稻眉眼蝶、小蛇目蝶、紫帶眉眼蝶，为蛺蝶科眉眼蝶屬下的模式種。

## 描述
本種為中小型眼蝶，雌雄差異不明顯或僅略有不同。軀體背面黑褐色，腹面黃白色。頭、觸角與口器皆為黑褐色，觸角末端裸露，複眼具毛。下唇鬚褐色混乳黃，第三節短小。胸背黑褐，腹面淡褐。足淡褐色，前足具毛，雄蝶前足跗節退化呈刺狀，雌蝶則有分節。
前翅長21-27 mm，呈直角三角形，前緣凸、外緣近直；中室周圍翅脈與1A+2A脈基部膨大。後翅為扇形，外緣略波狀。翅背面底色黑褐色，外側有明顯眼紋，前翅M1與CuA1室各1枚，CuA1較大；後翅CuA1室也常見眼紋。翅外緣帶有淺色線紋。
翅腹面為暗褐色，中央具紫白或灰白細帶，外緣有二條亞外緣線紋與淺色線條。前翅腹面有2～4枚眼紋，CuA1室最明顯；後翅有7枚眼紋，排成弧形，CuA1室者最大。翅基部並具暗色或黑褐色線紋。
雄蝶具性標：前翅背面1A+2A脈處有暗色橢圓形斑與黑毛束；後翅基部有銀白斑與乳白毛束；前翅腹面近基部有銀色性標。雌蝶翅色較淡，無性標，前足跗節完整分節。

## 分布
本種分布於中國華南、華東、喜馬拉雅、中南半島北部、朝鮮半島、日本。台灣地區於本島中低海拔常綠闊葉林有分布
。

## 生態習性
棲息於常綠闊葉林，一年多代，全年可見。成蝶活動於陰暗林緣及林下，飛行緩慢；幼蟲群聚取食多種禾本科草本植物，如藤竹草、竹葉草、求米草等。

## 資料來源
1. ↑  "Mycalesis Hübner, 1818" at Markku Savela's Lepidoptera and Some Other Life Forms
2. 1 2  徐堉峰，梁家源，黃智偉，沈宗諭. . 農業部林業及自然保育署. 2021/12. ISBN 9786267100523.
3. ↑  徐堉峰. . 台中市: 晨星出版社. 2013. ISBN 978-986-177-668-2.

## 外部連結
- 维基共享资源上的相關多媒體資源：眉眼蝶